# هوية سرية
الهوية السرية هي الشخصية البديلة التي يخفيها الشخص عن العامة، ويظهرها فقط في الخيال. قام سكارلت بمبيرنال خلال عام 1903 بتعريف الهوية السرية إلى الثقافة الشعبية وقد كانت شائعة خاصة في الكتب الأمريكية الهزلية.
عادةً الشخصيات في الكتب الهزلية تمتلك هويتان، إحدى الهويتان هي البطل الخارق والأخرى هويته السرية. الهوية السرية عادةً ما تكون شخصية البطل المدنية التي يتجول بها عندما لا يكون في شخصية البطل.
يقوم البطل بإخفاء هويته السرية عن الأعداء والعامة لحماية أنفسهم من المسائلات القانونية، الضغوطات التدقيق العام أو حتى لحماية الأقارب والأحباب من أي أذى قد يلحق بهم من تصرفات البطل الخارق.
الهوية السرية تتكون من اسم البطل الخارق عند الولادة وقد تحتوي على عمل الشخصية قبل أعماله البطولية. وهي بعكس هوية البطل التي تحتوي على اسم مستعار واحياناً قناع لإخفاء الهوية السرية.للحفاظ على سرية الهوية، قد يستعمل الشخصيات النظارات أو ملابس معينة عند استعمال الهوية السرية. كمثال البطل الخارق باتمان هو حقاً المليونير بروس واين المعروف لحياته الشبيهة بفتيان الألعاب. وغيره البطل الخارق سوبرمان فهو لا يرتدي القناع لذا يرتدي النظارات عند تواجده بشخصية كلارك كنت.
يمكن لكل من الأبطال، الابطال الخارقة، اللصوص، الأشرار، الأشرار الخارقين، الحرَاس، الفضائيين أو حتى الوحوش إن يكون هوية سرية أو من الممكن أن يكون لهم أكثر من هوية سرية بإسماء مستعارة.

## التاريخ
تملأ قصص الآلهة أو الأبطال الذين قاموا بأخذ هويات سرية لأسباب مختلفة الخرافات أوالأساطير. من إحدى القصص الخيالية التي أضافت للهوية السرية في القرن العشرين هي «الريفي في ماونت كرستو» لكاتبها الكساندار دوماس عام 1844. في هذه القصة، يقوم البطل إيدموند دانتي بأخذ هوية الريفي للانتقام من الرجال المسؤولين عن سقوطه وسجنه.
بدأ الاستخدام الحديث للهويات السرية في بداية القرن العشرين في روايات مثل «الزهر القرمزي» لعام (1903), جيمي ديل، الفقمة الرمادية، لعام (1914), وزورو لعام (1919), والحارس الوحيد لعام (1933). عبارة من رواية الزهر القرمزي يقول «لأن الزهر القرمزي يعمل في الظلام، فإن هويته معروفة فقط تحت ميثاق رسمي بسرية لمتابعينه الأقرب». الزهر القرمزي هو اسم لرجل إنجليزي شهم إسمه السيد بيرسي بلاكني الذي يمتلك المميزات التي تجعل منه بطلاً خارقاً، فكان لديه ذوق أو إعجاب بشيء للتخفي، وكان يمتلك السيف سلاحاً. وكان لديه قدرة ليفوق أعدائه ذكائاً، وقد كان يترك خلفه زهرةً قرمزية بعد كل عراك. قد كان السيد بلاكني يجذب اهتمام الآخرين لشخصيته البديلة ويتخفى تحت شخصية شاب نسونجي بطيء التفكير، وقد قام بإنشاء مجموعة تدعمه وقد سُميت اتحاد الزهر القرمزي.
في بداية عام 1930, قد بدأت أفكار محاربوا الجرائم والأبطال الخارقين الذين يستحوذون على هويات سرية بالانتشار في كافة المجلات والروايات وقصص الراديو الدرامية، وصولاً الأفلام. ظهر سوبرمان في عام 1938 في قائمة الأبطال الخارقين المُنتظر ظهورهم.

## الهدف
الغرض الفني الذي يسعى ورائه الكتاب من استخدام الهوية السرية هو أن تستطيع الشخصيات من التمتع بحياة طبيعية، والذي يساعد على وجود دراما بشرية بين الشخصيات وإيجاد القلق الناتج عن إخفاء سر الهوية. قد يصنع الكاتب تحديات كثيرة مثل إبعاد الشك عن الهوية السرية والحاجة للابتعاد سريعاً كي يستطيع البطل تغيير مظهره. وقد يستفيد كل بطل من الإتصال المباشر بجمهوره عن طريق الهوية السرية كما قام كابتن مارفل عن طريق هويته السرية بيلي باتسون.
بعض الدوافع المشتركة لشخصية للحفاظ على هوية سرية تشمل:
•	السماح للشخصيات الحصول على «حياة طبيعية» عندما لا يكونوا مطلوبين لأعمال بطولية.
•	منع الأعداء من الانتقام من أقارب البطل.
•	امتلاك البطل ميزة عند محاربة الجريمة، مثل بروس واين أو الظلال عندما بثوا الرعب في المجرمين.
•	الحصول على معلومات عن الحوادث في أوقاتها من خلال أعمالهم أو أصدقائهم، فيعلم الإعلامي بالجرائم وقت حدوثها.
•	الحصول على معلومات عن التحقيق في الجرائم أو عن الجرائم التي يقوم الغير بالتخطيط لها. كان بروس واين في أول أيامه لباتمان بمعرفة كل جديد عن التحقيقات من المفوض كوردون.
•	عند نزول الفضائيين قد يقوموا باختراع هويات سرية لأسباب تعليمية. فيتجولون كبشر ليكتشفوا عادات وتقاليد البشر ومن ثم استخدام فهمهم العميق للبشر لمساعدة الآخرين.
•	لتجنب العواقب القانونية أو التدقيق العام بسبب المسائلة مع الأضرار الجانبية الأبطال الخارقين غالباً ما تشارك مع، والذي يحمل مخاطر السجن أو أن يصبح منبوذاً عاماً مثل من وصفها بأنها الحارس. فقد كان حارس الملك يخفي هويته كي لا يفقد منصبه.
•	للسماح للجمهور والعامة برؤية البطل بكافة قوته وليس بشري قد يمكن أن يضعف.

## مسألة الهوية الحقيقة
في بعض الأحيان قد يكون التمييز بين شخص ما هو «الشخص الحقيقي» غير واضح أو مشوش، كما هو الحال في كل من كلارك كينت وسوبرمان. في أول قصص كاريكاتير سوبرمان، كان هدف كلارك الأساسي هو الوفاء بالمتطلبات المتصورة بأن البطل الخارق لا يمكن أن يبقى في كامل الواجب طوال الوقت، وبالتالي فإن كلارك تصرف أكثر من مجرد واجهة لأنشطة سوبرمان.
في المسلسل التلفزيوني لويس وكلارك: مغامرات سوبرمان الجديدة، بعد أن تعلًم لويس أن سوبرمان هو كلارك كينت، فهو يناقش هويته المزدوجة معها. «كلارك كينت ليست متخفية. كلارك هو من أنا، في حين أن سوبرمان هو ما أقوم به».
كانت التسويات التي لا يزال كلارك بحاجة إلى ضمانها للتأثير على تغييره محدودة كما يشرح «با كينت عن الكاركاتير الرجل الفولاذي بحماس»:
" هل ترى ذلك؟ رجع المعطف المطري وزوج النظارات القديمة للخلف مع شعره، يبدو أن كل شيء يواجهه للتغيير. كل ما يحتاجه هو القيام به هو صبي وأنه يبدو وكأنه رجل مختلف تماماً. وعلى الرغم من أنه لم يحرص أبداً على السماح له بالتعرف على شخصيتين منفصلتين، فسوف يكون بمقدوره التحرك بحرية كأنظمة عادية!
إلى جانب الانحدار، يطور كلارك نزعة لتجنب الصراع. في بعض الأحيان هذا من أجل السماح له بتغيير في غرور. بينما في أوقات أخرى هو الحفاظ على صورة نوع غير سوبرمان باستمرار. في كلتا الحالتين، فإنه يفتح المراسل «معتد بالخلل» لوصمة الجبن والضعف. لا يزال وجه سوبرمان مكشوفاً من التبرير الذي يريد أن يثق به الناس بينما يرتدي باتمان قناعاً جزئياً لأنه يريد أن يخافه المجرمون. وقد أقترح أيضاً أن بروس واين هو «القناع» الذي يرتديه باتمان هو الشخصية الحقيقية، مخفية عن طريق صورته العامة.
ومن المعروف ان الأبطال في هذا النوع من المواقف يجدون حبهم بل وحتى في نفوسهم لشخصياتهم البطولية، حيث يمكن أن تؤثر الهوية المزدوجة على الجذب الرومانسي. وجدت «لويس لين» نفسها جذابة إلى سوبر غير مبالية إلى حدٍ ما تجاه «كلارك كنت», ولسنوات عديدة كانت تحمل بعض الاستياء من جانبه على نحو مشابه، فقد كان بلاك كات محبوباً بجنون الرجل العنكبوت، ولكنه كان إعلاناً تاماً مثل بيتر باركر، والذي أدى في النهاية إلى تفككهما. بعد ذلك تمح ذاكرتها السرية عن هويته السرية، فالقط الأسود والرجل العنكبوت لديهم اهتمامات تتطور مصالح رجل، ولكن تجاهه عن طريق استقالته، أعادوا ضبط العلاقة «الأقنعة» بصرامة كلما انخرطوا في عملهم مرةً أخرى.
عند التغير من شخص واحد من الشخصيات التي تشهد تحولاً فعلياً، قد يكون لهما هويتين أصليتين نسبياً، على الرغم من وجود احتمالات إضافية للتعارض. مثال على ذلك هو الدكتور روبرت بروس بانر الذي يحتاج إلى السعي إلى الهدوء الحقيقي من أجل منع التحول إلى الهيكل الحقيقي المستعرة. شخصيات أخرى لديها القدرات التي تساعدهم على إخفاء هوياتهم مثل: المتحول أو السيطرة على العقل. على سبيل المثال، غموض أعجوبة مارفل لديه شكل غير متغير، بما في ذلك ملامح البشرة الزرقاء والعيون الصفراء، مع ذلك فهي تتمتع بخاصية تغيير الشكل وقدرات تقليد صوتية تمنحه القدرة على التكيف مع أي حالة مطلوبة. في شخصيات متطرفة أخرى مثل «هو- مانمانج» للحفاظ على هوياتهم مع تغيير الملابس وتسمير البشرة.
بعض الشخصيات تحافظ في البداية على هويات سرية لكن تتجاهلها مع مرور الوقت. أخبر توني ستارك في البداية وسائل الإعلام وعامة الناس أن الرجل الحديدي هو حارسه الشخصي وتميمة الشركة قبل أن يكشف في نهاية المطاف عن هويته المزدوجة. وتفوت شخصيات أخرى فرصة إخفاء هوياتهم أو اختبار أن تكون عامة منذ البداية. على سبيل المثال، فإن الأربعة الكبار الذين كانوا سيواجهون دائماً صعوبات في إخفاء الشيء، حافظوا بشكل عام على مظهر عام من مبنى باكستر في مانهاتن. يشبه أعضاء فنتاستك فور، مثل أعضاء الرجل الحديدي، عدد قليل من الأقارب المدنيين الباقين على قيد الحياة، كما أن معظم أصدقائهم وأحبائهم يتمتعون بأبطال خارقة يمكن أن يستخدموا لحماية أنفسهم من الأذى.

## مهن الهويات السرية
•	النبلاء: زورو وزهر القرمزي
•	رجال الأعمال: باتمان، الرجل الحديدي، الخنفساء الزرقاء، السهم الأخضر، والمقبض الحديدي
•	مضيف طيران: دايتربر
•	منسق زهور: الكناري الأسود
•	ربة منزل: الفتاة المطاطية
•	محاميين: ديرديفل، شي-هالك، صائد الرجل
•	أمين المكتبة: الفتاة الخفاش
•	ساحر: زاتانا
•	عامل منجم: امريكان آيس
•	عارضة أزياء: فيكسن
•	إعلاميين: كابتن مارفل، جرين هورنت، كويسشن، سوبرمان
•	متشردين: هالك، المعاقب، وسباون
•	ممرضة: وندروومن
•	أمين مكتب: مستر انكردبل
•	طيار: روكيتير وجرين لانترن
•	مصور: الرجل العنكبوت
•	شرطي: ذا فلاش، ريفن
•	عالم: رجل النمل، كابتن بريطانيا
•	مغني: دازلر
•	طالب: رجل العنكبوت، ستاتك، باتمان (تيري مكجينس) الولد الخارق
•	معلم: ليونهارت
•	طلاب وعملاء في أمور تخص الأبطال الخارقين: طلاب وعمال مؤسسة اكسافير للتعليم العالي، طلاب وعمال مدرسة جين جري للتعليم العالي، طلاب وعمال مدرسة نيو تشارلز اكسافير للمتحولين، داش بار، وفايولت بار.

## الحفاظ على السر
وما لم تكن الهوية معروفة جيداً، فإن اكتشافها قد لا يعرض سلامة الشخص للخطر. على سبيل المثال، حلقة العدالة اللامحدودة «سرقت العقل» تتميز ب ليكس لوثر عندما قام بمبادلة مؤقتة للجسم مع فلاش. عندما يحاول لوثر تعلم هوية البطل السرية من خلال خلع قناعه والنظر في مرآة، يدرك أنه ليس لديه أي فكرة عن هوية هذا الشخص. إذا كانت الهويات السرية ستبقى سرية، فيجب على الآخرين ألا يدركوا أن شخصيات شخصية تنتمي إلى الشخص نفسه ثم تعلن ذلك. قد تبقى الهويات سرية بعدة طرق بما في ذلك:
•	تغير جسدي
•	تغيير طرق التمويه كالملابس
•	إن يصبح أقل مرئياً من خلال استعمال التخفي أو الشفافية أو التمويه
•	اعتماد أنماط مختلفة وأصوات مختلفة
•	التأثيرات الكيميائية والتنويم المغناطيسي والسحر والتأثيرات النفسية
•	التسبب بإصابات جسدية تؤثر على القوة العقلية أو الموت
•	الظهور العلني لكلا الهويتين في نفس المنطقة بالتعاون مع صديق مقنع، أو الروبوت الذي يتخذ هذا المظهر، من خلال شكل من أشكال الوهم أو بوسائل مثل السفر عبر الزمن
•	لا يعرض أي من مهاراتهم الخاصة في الأماكن العامة.(على سبيل المثال، بروس واين لا يعرض مهاراته في فنون الدفاع عن النفس في الأماكن العامة لحماية هويته السرية كباتمان)
•	لديه قدرات خاصة تساعد على منع ملاحظة الهويات المتغيرة، مثل حاسة العنكبوت لدى الرجل العنكبوت، التي تشعر عندما يكون في خطر، والذي يسجل المراقبين غير المرغوب فيهم في مثل هذه اللحظات كتهديد.

## روابط خارجية
- Who's wearing the mask
- The Many, Many People Who Know Batman's "Secret" Identity
- No More Secret Identities: The Trouble With Alter Egos